# Лагун, Сергей Леонидович
Сергей Леонидович Лагун (27 мая 1988, дер. Дерновичи, Верхнедвинский район, Витебская область — 22 апреля 2011, Новополоцк, Витебская область) — спортсмен-инструктор сборной команды Республики Беларусь по тяжёлой атлетике, чемпион мира и Европы среди юниоров, участник Олимпийских игр, серебряный и бронзовый призёр чемпионатов мира. Погиб на 23-м году жизни 22 апреля 2011 года в автомобильной катастрофе, с ним находился тяжелоатлет Евгений Жерносек, который выжил в ДТП.

## Результаты выступлений
| Год  | Соревнование                 | Весовая категория | Рывок    | Толчок   | Сумма двоеборья | Место |
| 2007 | Чемпионат мира среди юниоров | до 77 кг          | 155.0 кг | 189.0 кг | 344.0 кг        | 1     |
| 2007 | Чемпионат мира               | до 77 кг          | 152.0 кг | 190.0 кг | 342.0 кг        | 10    |
| 2008 | Олимпийские игры             | до 77 кг          | 157.0 кг | 192.0 кг | 349.0 кг        | 10    |
| 2009 | Чемпионат мира               | до 85 кг          | 171.0 кг | 209.0 кг | 380.0 кг        | 2     |
| 2010 | Чемпионат мира               | до 85 кг          | 166.0 кг | 211.0 кг | 377.0 кг        | 3     |